# Agarodes griseus
Agarodes griseus är en nattsländeart som beskrevs av Banks 1899. Agarodes griseus ingår i släktet Agarodes och familjen krumrörsnattsländor. Inga underarter finns listade i Catalogue of Life.